# Флаг Ямало-Ненецкого автономного округа
Флаг Яма́ло-Нене́цкого автономного округа является официальным символом Ямало-Ненецкого автономного округа как равноправного субъекта Российской Федерации.
Флаг утверждён законом Ямало-Ненецкого автономного округа от 9 декабря 1996 года № 47 «О флаге Ямало-Ненецкого автономного округа», принятым постановлением Государственной Думы Ямало-Ненецкого автономного округа от 28 ноября 1996 года № 99.

## История
2 июня 1995 года, постановлением Государственной Думы Ямало-Ненецкого автономного округа № 143, был объявлен конкурс по разработке проектов герба и флага Ямало-Ненецкого автономного округа с призовым фондом, для поощрения победителей и участников конкурса, в размере 35 млн рублей.
С целью подведения итогов конкурса по разработке проектов герба и флага Ямало-Ненецкого автономного округа, распоряжением Государственной Думы Ямало-Ненецкого автономного округа от 29 июня 1995 года № 78, была утверждена комиссия, в состав которой вошли: В. С. Воронин (председатель комиссии), В. М. Гуща, Ю. А. Кукевич, Н. Е. Наринская, М. Ф. Наройчик, Н. И. Степанченко и Л. И. Худи.
В связи с прекращением полномочий Государственной Думы Ямало-Ненецкого автономного округа первого созыва и созданной ею комиссии по подведению итогов конкурса по разработке проектов герба и флага Ямало-Ненецкого автономного округа, постановлением Государственной Думы Ямало-Ненецкого автономного округа от 26 июня 1996 года № 30, была образована комиссия для обобщения поступивших на конкурс проектов герба и флага Ямало-Ненецкого автономного округа в следующем составе: А. В. Арзеев, Е. Л. Керпельман, Ю. А. Кукевич, Е. В. Пуруигуй, С. Н. Харючи, Н. Н. Шкитина и Е. И. Ямру  (председатель комиссии).
23 октября 1996 года, рассмотрев эскиз и текст описания проекта флага Ямало-Ненецкого автономного округа, подготовленные комиссией Государственной Думы округа по обобщению поступивших на конкурс проектов герба и флага Ямало-Ненецкого автономного округа, Государственная Дума Ямало-Ненецкого автономного округа постановила одобрить эскиз и текст описания проекта флага Ямало-Ненецкого автономного округа:

Флаг Ямало-Ненецкого автономного округа представляет собой прямоугольное полотнище голубого цвета. С левой стороны от края полотнища (от древка) на расстоянии одной седьмой части флага параллельно древку располагается орнамент «оленьи рога», общая ширина которого также составляет седьмую часть флага.
Орнамент белого цвета состоит из одинаковых — трёх большего и между ними четырёх меньшего размеров — геометрически правильных фигур.
Симметрично к орнаменту путём наложения его на голубой фон образуется аналогичный рисунок такого же цвета.
Площадь единицы элемента, на основе которого формируется орнамент, имеет квадратную форму и составляет шестисотую часть всей площади флага.
Отношение ширины флага к его длине — 2:3.

Данный проект флага Ямало-Ненецкого автономного округа был представлен в Главное управление по геральдике Российской Федерации для согласования и приведения его в соответствие с требованиями государственных норм геральдики в Российской Федерации.
Постановлением Государственной Думы Ямало-Ненецкого автономного округа от 28 ноября 1996 года № 99, в соответствии с заключением Государственной герольдии при Президенте Российской Федерации от 18 ноября 1996 года, был утверждён ныне действующий флаг Ямало-Ненецкого автономного округа.
5 апреля 2000 года, рассмотрев итоги конкурса по разработке проектов герба и флага Ямало-Ненецкого автономного округа, во исполнение постановления Государственной Думы Ямало-Ненецкого автономного округа от 2 июня 1995 года № 143, Государственная Дума Ямало-Ненецкого автономного округа постановила:
- за активное участие в конкурсе по разработке герба и флага Ямало-Ненецкого автономного округа наградить дипломами Государственной Думы Ямало-Ненецкого автономного округа с вручением денежных премий в размере 2 тысяч рублей каждому из 16 участников (перечислены в постановлении);
- наградить дипломами Государственной Думы Ямало-Ненецкого автономного округа 109 участников конкурса (перечислены в постановлении);
- передать в окружной краеведческий музей имени Шемановского все материалы, связанные с работой комиссии по проведению конкурса по разработке герба и флага Ямало-Ненецкого автономного округа.

## Описание
Описание флага, утверждённое законом Ямало-Ненецкого автономного округа от 9 декабря 1996 года № 47 «О флаге Ямало-Ненецкого автономного округа», гласило:

Флаг Ямало-Ненецкого автономного округа представляет собой прямоугольное полотнище сине-голубого цвета.
От нижнего края на расстоянии одной седьмой части флага проходит бело-сине-красный горизонтальный рисунок от древка до правого края полотнища общей шириной одна пятая части ширины флага.
Ширина белого рисунка, изображённого в виде орнамента (геометрически правильных фигур «Оленьи рога»), составляет восемь частей из десяти общей ширины горизонтального рисунка. Красная, синяя полосы одинаковы по ширине и соответствуют размеру (ширине) основания орнамента, то есть каждая равна одной десятой части общей ширины горизонтального рисунка.
Площадь единицы элемента, образующего орнамент, имеет ромбовидную форму и составляет 1350 часть всей площади флага.
Каждый орнамент состоит из девяти равных ромбов.
Отношение ширины флага к его длине 2:3.

Законом Ямало-Ненецкого автономного округа от 14 апреля 1997 года № 15 «О внесении изменений и дополнений в Закон Ямало-Ненецкого автономного округа „О флаге Ямало-Ненецкого автономного округа“», принятым постановлением Государственной Думы Ямало-Ненецкого автономного округа от 9 апреля 1997 года № 179 в соответствии с предложениями Государственной герольдии при Президенте Российской Федерации от 27 февраля 1997 года, описание флага было изложено в новой редакции:

Флаг Ямало-Ненецкого автономного округа представляет собой прямоугольное полотнище яркого сине-голубого цвета. Отношение ширины к длине 2:3.
От нижнего края на расстоянии одной седьмой части флага проходит бело-сине-красный горизонтальный рисунок.
Общая ширина рисунка — одна пятая часть ширины флага.
Отношение ширины белого рисунка, изображённого в виде орнамента геометрически правильных фигур «Оленьи рога», к общей ширине горизонтального рисунка — 4:5. Красная и синяя (сине-голубая) полосы одинаковы по ширине и соответствуют размеру (ширине) основания орнамента, то есть каждая равна одной десятой части общей ширины горизонтального рисунка.
Площадь единицы элемента, образующего орнамент, имеет ромбовидную форму и составляет 1350 часть всей площади флага.
Каждый однообразный участок орнамента состоит из девяти равных ромбов.

### Техническое описание
31 января 2001 года, постановлением Государственной Думы Ямало-Ненецкого автономного округа № 260, было утверждено техническое описание флага Ямало-Ненецкого автономного округа.
Флаг Ямало-Ненецкого автономного округа представляет собой прямоугольное полотнище сине-голубого цвета и, в соответствии с международным стандартом шкалы цветов PANTONE, имеет соответствующую нумерацию — цвет 300C.
От нижнего края, на расстоянии одной седьмой части флага, проходит бело-сине-красный горизонтальный рисунок от древка до правого края полотнища общей ширины одной пятой части ширины флага, что соответствует классификации цветов PANTONE 286C и 185C:
— орнамент — цвет белый;
— красная полоса — цвет 185C;
— внутренняя сторона изгиба ленты — цвет 286C.

## Символика флага
Флаг, как государственный символ Ямало-Ненецкого автономного округа, отражает его природно-климатические особенности, основные занятия населения, прошлое и настоящее края.
Наличие трёх цветов на флаге подтверждает вхождение автономного округа в состав Российской Федерации.
Красный цвет традиционно означает мужество и стойкость.
Белый цвет говорит о чистоте, добре, независимости, светлых помыслах и намерениях населения, он также олицетворяет продолжительную и суровую местную зиму.
Белый орнамент «Оленьи рога» символизирует основу жизни (на ненецком «илебць») на территории края белых снегов и северных оленей.
Сине-голубой цвет — цвет моря, воды, неба, газа — основного вида природного богатства Ямала.
Количество геометрически правильных фигур орнамента — семь — соответствует мифологическому представлению коренных народов Севера об устройстве мира, районов, составляющих территорию автономного округа. При наложении белого орнамента на полотнище флага возникает аналогичный перевёрнутый рисунок в виде жилища (чума) коренных народов Севера. Горизонтальное расположение орнамента подтверждает стремление органов государственной власти автономного округа о сохранении и развитии северного оленеводства как экономической основы и образа жизни аборигенного населения автономного округа.